# 베트남-캄보디아 관계
베트남–캄보디아 관계는 베트남과 캄보디아의 양자 관계를 말한다. 양국은 지난 1,000년 동안 육상 국경을 공유해 왔으며, 프랑스 식민제국의 일부였던 공통된 근대사를 지니고 있다. 두 나라는 모두 동남아시아 국가 연합(ASEAN)의 회원국이다.

## 역사

### 베트남 전쟁
독립 이후, 캄보디아 왕국은 북베트남과 남베트남 양측 모두와 외교 관계를 유지했다. 그러나 베트남 공산주의자들, 즉 남부의 베트콩과 북부의 베트남 인민군(PAVN)은 베트남 전쟁을 수행하기 위해 캄보디아 영토를 기지와 보급 경로로 사용했다. 이는 비엣민이 1954년 제네바 회담에서 캄보디아의 중립을 보장하겠다고 확약했던 것과는 반대되는 행위였다. 남부의 응오딘지엠 정권은 베트콩을 캄보디아 영토 안까지 추격했다. 그보다 앞선 1959년의 방콕 음모에서는, 지엠 정권이 정치인 삼 사리, 손 응옥 타인, 답 추온이 시아누크 정부를 전복하고 우익 성향의 친남베트남 정권으로 대체하려는 음모를 지원했다.  시아누크는 하노이와의 관계를 좋게 유지하려고 시도했고, 자국 내의 인민군 기지를 묵인했지만, 인민군은 1968년부터 크메르루주로 알려진 반정부 반군을 무장시키고 은신처를 제공했다. 1969년에 이르러, 린든 B. 존슨 시기에는 캄보디아의 중립을 존중했음에도 불구하고, 미국은 메뉴 작전에서 북베트남군과 베트콩이 캄보디아 접경 지역을 남베트남 공격의 기지로 사용하고 있다는 이유로 이들을 폭격하기로 결정했다.

### 베트남-캄보디아 전쟁
베트남과 캄보디아 사이에는 많은 전쟁이 있었다. 1979년, 베트남-캄보디아 전쟁의 결과로 베트남은 크메르 루주를 전복시키고 캄보디아를 점령했으며, 괴뢰국인 캄푸치아 인민공화국의 수립을 도왔다. 베트남 점령군과 기자들은 툴슬렝 감옥 시설과 같은 크메르 루주의 학대에 대한 증거를 발견했고, 이를 널리 알렸다.
오늘날 캄보디아에서 베트남-캄보디아 전쟁에 대한 견해는 분열되어 있다. 일부는 베트남의 개입이 크메르 루주의 집단학살 정권으로부터 캄보디아를 해방시키는 데 도움이 되었다고 믿는 반면, 다른 일부는 그것을 베트남이 자국의 이익을 위해 캄보디아를 침공하고 점령한 것으로 본다.